# Leena Landerová
Leena Landerová (* 25. října 1955 Turku, Finsko) je finská spisovatelka, autorka románů, povídek, divadelních a rozhlasových her. Její knihy byly přeloženy až do dvaceti jazyků.

## Život
Leena Landerová se narodila a žije v Turku. K tomuto městu a jeho okolí má velmi blízko, což se zobrazuje i v jejím dílu, které zasazuje především do okolí Baltského moře a ostrovů kolem Turku, což znásobí ještě více dramatičnost a úzkost, která z těchto příběhů pramení. V Turku vystudovala finský jazyk, literaturu a kulturu. Napsala celkem dvanáct knih a píše také rozhlasové a divadelní hry. Je vdaná za spisovatele Hannu Raittilu.

## Dílo
Leena Lander se proslavila v zahraničí především díky své schopnosti poutavě popisovat události z finské historie. Příběhy jsou velmi napínavé s prvky psychologického thrilleru.
K nejpřekládanějším dílům patří Tummien perhosten koti (Domov šedých motýlů), které je o tajemstvích skrývajících se v dětských domovech v 50. letech. Dalším oblíbeným titulem je Käsky (Rozkaz) odehrávající se v období finské občanské války. Obě knihy se dočkaly také úspěšných filmových adaptací.

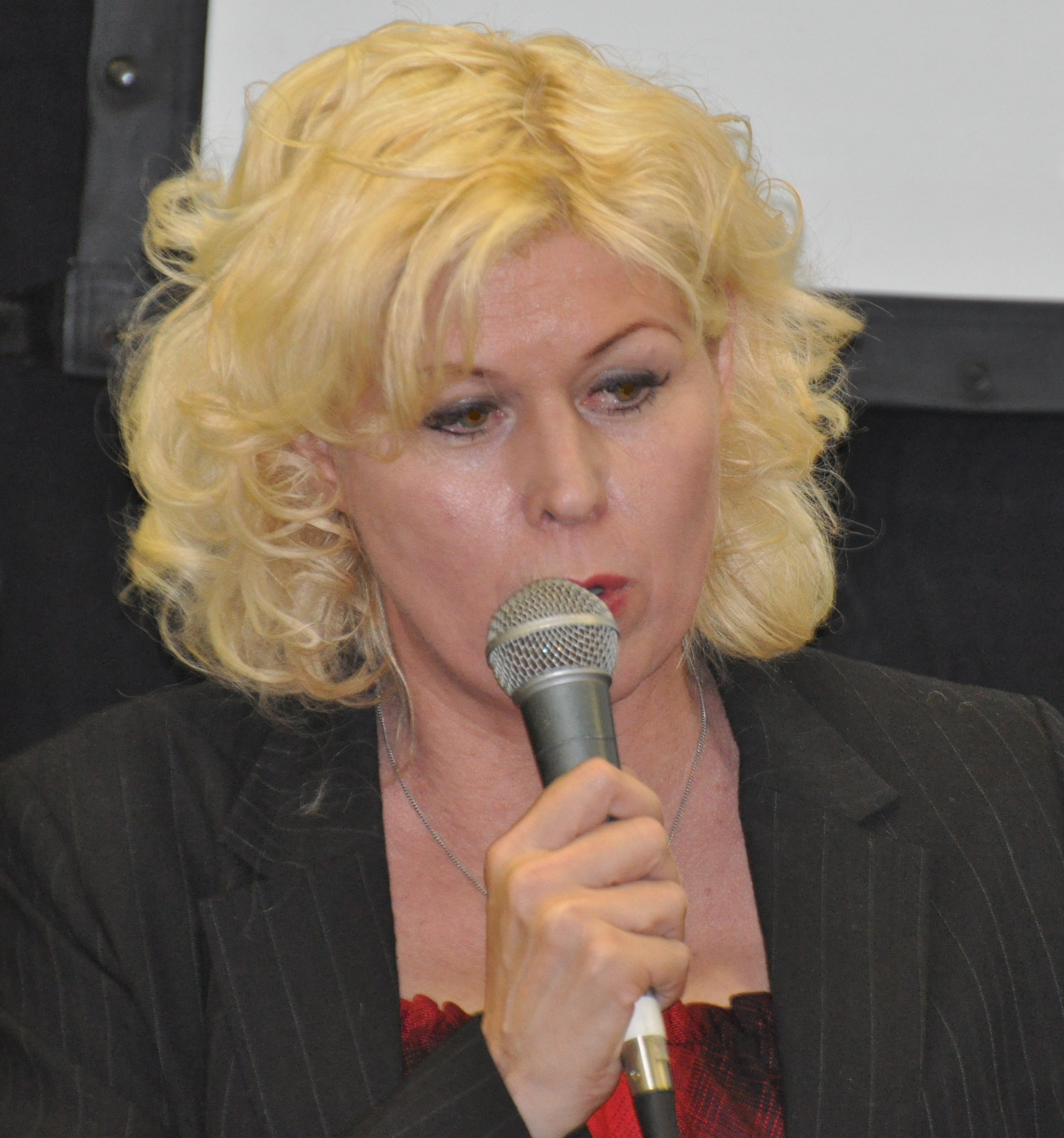
Leena Lander

V románu Käsky se proplétá mnoho rovin a čtenáři se postupně odhalují okolnosti nalezení polního myslivce Aara Harjuly a zajatkyně Miiny. Hrdinka nejdříve mlčí, což vzbuzuje zvědavost soudce, který tento případ vyšetřuje. V románu se střídají různé časové roviny a to vše je propleteno krátkými útržky pojednávajícími o vlcích. Román zobrazuje, jak se lidé cítili v závěru občanské války, co prožívali a jaké byly pocity ohledně bílých a rudých. Na konci války jsou rozebírány právě etické otázky, lidská svoboda a morálka. Kniha je plná zvratů, nečekaných událostí a tajemných momentů. Jednotlivé fragmenty do sebe postupně zapadají, ačkoliv v závěru nejsou všechny otázky zcela zodpovězeny.
Nejnovějším románem je Liekin lapset, který se také vrací k finské občanské válce.